# 2022年乔·拜登华沙演讲
2022年3月26日，美国总统乔·拜登在俄罗斯入侵乌克兰约1个月后，在波兰华沙皇家城堡庭院发表讲话。
拜登在演讲中将乌克兰的抗争比作「民主对抗专制」，并表示根据北约第五条规定，美国有「神圣的义务以北约集体的力量来全力保卫北约的每一寸土地」。拜登还称赞了「乌克兰的抵抗精神」和「波兰人民的慷慨相助」，同时强调俄罗斯人民不是美国的敌人。
演讲结尾，拜登谈到俄罗斯总统弗拉基米尔·普京。他说「看在上帝的份上，不能让这个人再继续掌权」。这一言论引来多国领导人批评。拜登政府随即发表声明称这并非演讲稿原有的内容，美国政府也并未策划颠覆俄罗斯政府。这番脱稿演讲光茫掩盖了其他演讲内容，成为了焦点。
11个月后，拜登故地重游再次发表演讲，复述当前的冲突是「民主对抗专制」和北约对第五条的承诺。

## 背景

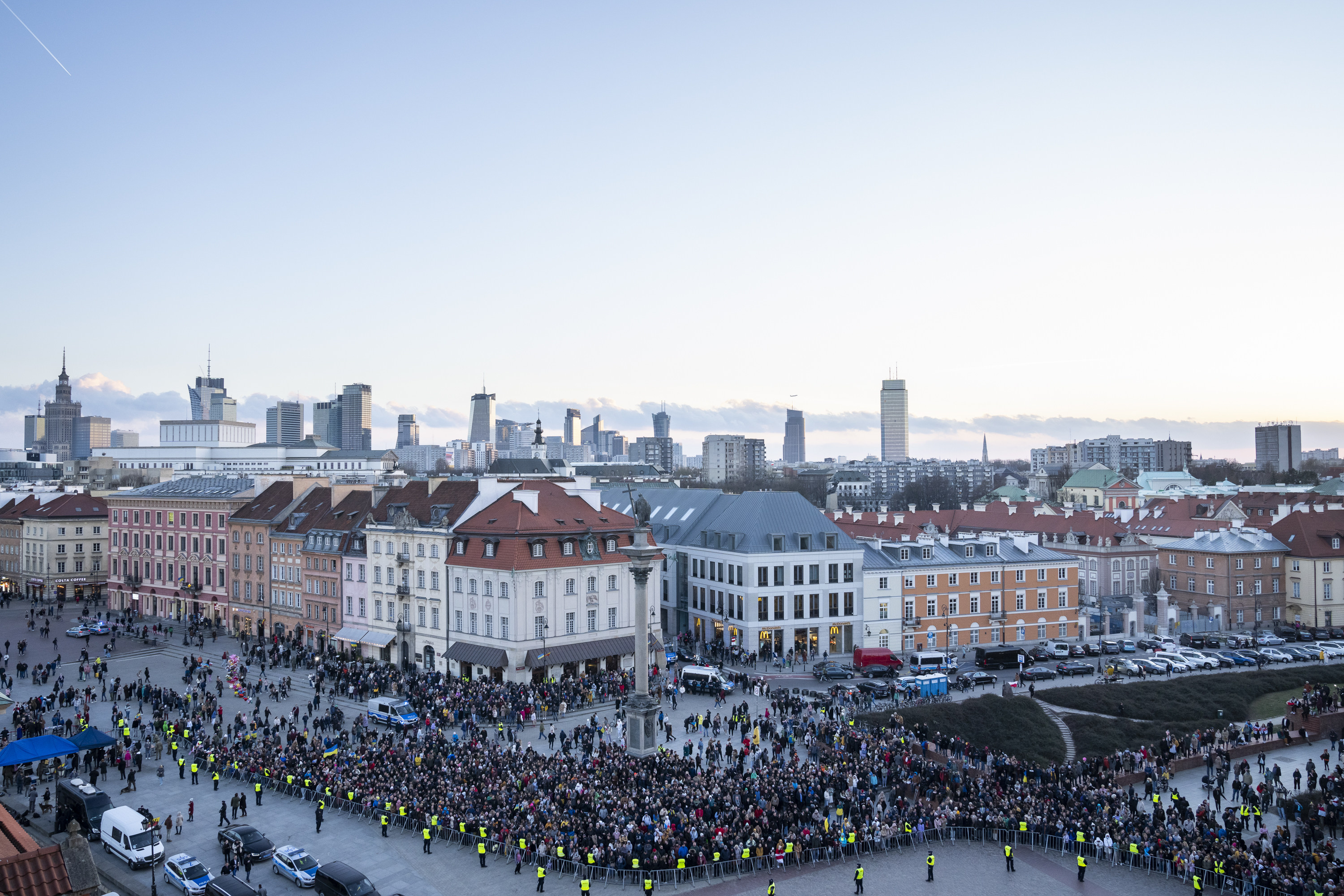
聚集在城堡广场上等待演讲的人群

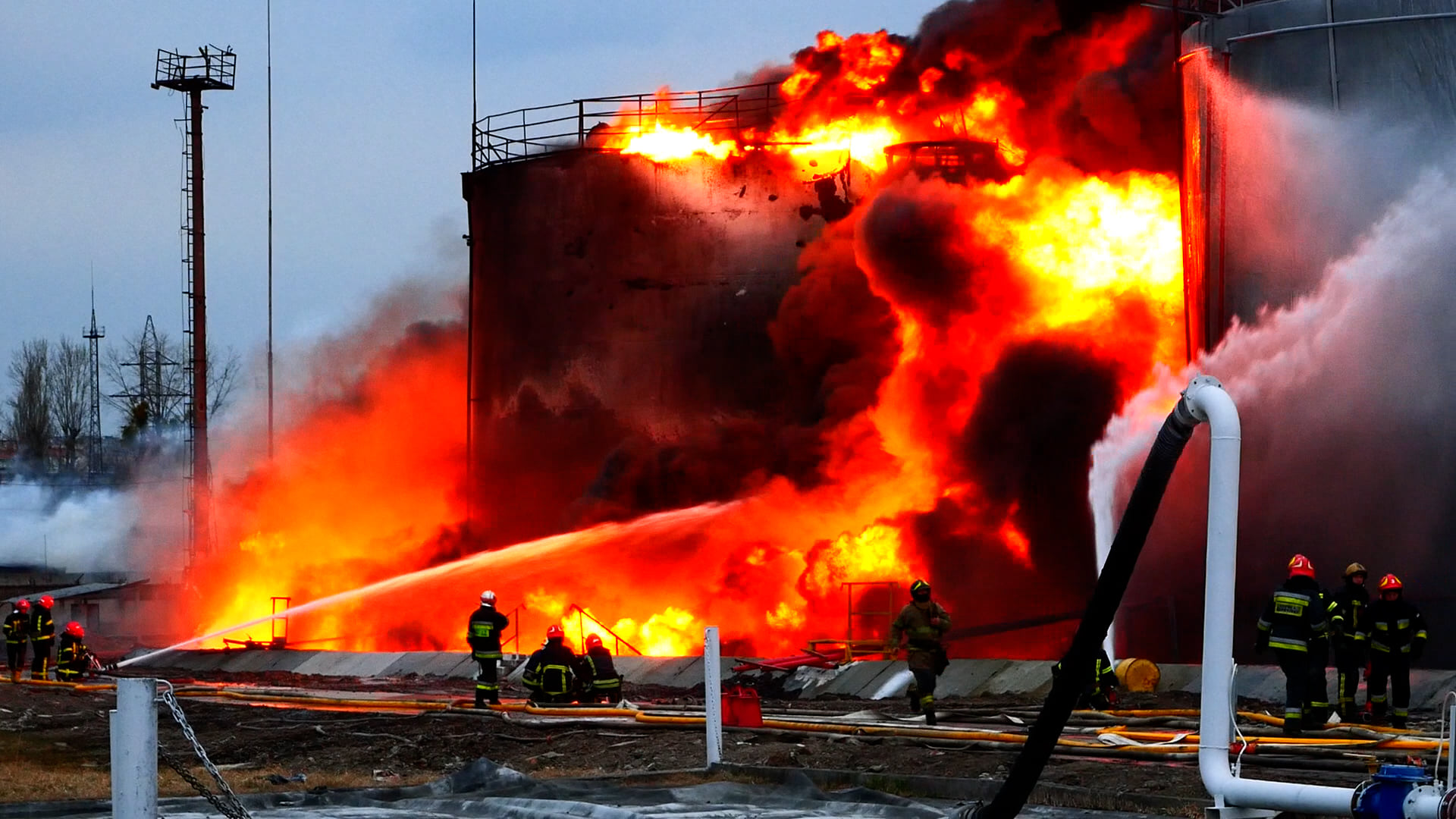
演讲当日遭到俄罗斯火箭弹袭击的利沃夫燃料库

2022年2月24日，俄罗斯对乌克兰发动全面入侵。作为回应，北约于2022年3月24日在比利时布鲁塞尔举行特别峰会。2022年七国集团轮值主席国德国也邀请其他七国集团领导人于同日在布鲁塞尔举行峰会。
3月，拜登飞往欧洲出席这三场峰会。会后，拜登访问波兰。拜登在波兰先后视察了驻波美军、与波兰总统安杰伊·杜达会谈及接见人道主义救援工作人员和乌克兰难民。在探望华沙国家体育场的乌克兰后，拜登被问及对俄罗斯总统弗拉基米尔·普京的看法如何时，回应「他是个屠夫」。3月26日，拜登计划在华沙发表演讲。同日早些时候，乌克兰西部城市利沃夫一个燃料库遭到俄罗斯火箭弹袭击。
1997年，还是参议员的拜登在华沙大学发表了关于波兰加入北约课题的演讲。

## 演讲

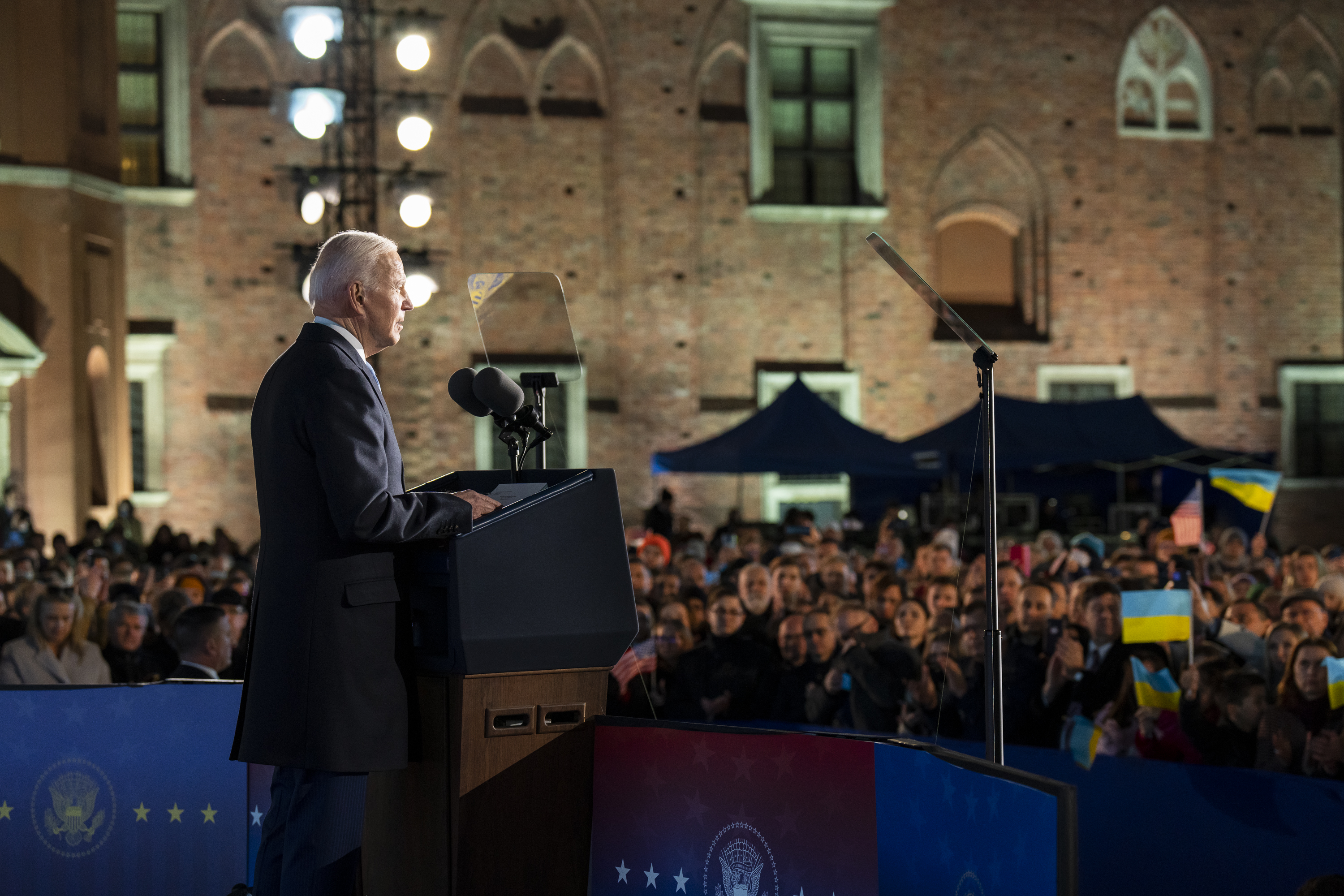
在华沙皇家城堡庭院内发表演讲的拜登总统

演讲地点在华沙皇家城堡，于欧洲中部时间18:16分（协调世界时17:16分）开始，持续27分钟。拜登在开场时引用了教皇约翰·保罗二世的名言「不要害怕」，并对1980年代的团结工会领袖莱赫·瓦文萨表达敬意。